# Pareiocurgus
Pareiocurgus — род дорожных ос (Pompilidae).

## Распространение
Палеарктика. В Европе 1 вид.

## Описание
Охотятся и откладывают яйца на пауков, которых парализуют с помощью жала. Личинки эктопаразитоиды пауков. Основание усиков расположено ближе к наличнику, чем к глазку. Коготки равномерно изогнутые. Вершина средней и задней голеней помимо шпор несёт шипы разной длины. Верх задних бедер с 1-5 предвершинными короткими прижатыми шипиками.

## Классификация
- Pareiocurgus violaceipennis (Brullé, 1840) — Канарские острова.